# Lipen-Gletscher
Der Lipen-Gletscher (bulgarisch ледник Липен lednik Lipen) ist ein 5 km langer und 3,5 km breiter Gletscher auf der Anvers-Insel im Palmer-Archipel vor der Westküste der Antarktischen Halbinsel. Von den Osthängen der Trojan Range fließt er nordöstlich des Paris Peak in nordöstlicher Richtung zum Kopfende der Patagonia Bay, die er westlich der Thompson-Halbinsel erreicht.
Die bulgarische Kommission für Antarktische Geographische Namen benannte ihn 2010 nach der Ortschaft Lipen im Nordwesten Bulgariens.